# Cagliari Calcio 1990-1991
Questa voce raccoglie le informazioni riguardanti il Cagliari Calcio nelle competizioni ufficiali della stagione 1990-1991.

## Stagione
Nella Stagione 1990-1991 il Cagliari ritornato nella massima serie, ottiene con 29 punti il 14º posto che vale la salvezza. Affidato anche in Serie A all'allenatore Claudio Ranieri, artefice della scorsa promozione, riesce a compiere un'impresa, dopo una partenza lenta e complicata, infatti dalla settima alla quindicesima giornata si è ritrovato ultimo in classifica, comincia poi una costante risalita, che lo porta fino a giungere alla salvezza certa, sancita dalla vittoria esterna di Bologna (1-2) giunta a metà maggio nella penultima giornata del campionato.
Né è emblematico il percorso stagionale dei sardi, nel girone di andata la squadra rossoblù ha raccolto solo 10 punti, mentre sono stati 19 i punti raccolti in un sontuoso girone di ritorno. Un Cagliari a trazione uruguaiana per questa memorabile stagione, con i suoi tre scudieri sudamericani, tra questi si è distinto Daniel Fonseca che con otto reti è stato il miglior marcatore stagionale dei rossoblù, gli altri due gringos, sono la punta Enzo Francescoli ed il difensore José Oscar Herrera che realizzano quattro centri a testa.
Da ricordare in stagione i due pareggi imposti dai sardi alla Sampdoria di Vialli e Mancini, di Paolo Mantovani e di Vujadin Boskov, che ha vinto con pieno merito il suo primo scudetto tricolore. Nella Coppa Italia invece il Cagliari rimedia una brutta figura già a settembre: entra in scena nel secondo turno ma e viene subito eliminato dal Lecce, che prevale in entrambe le partite (nella partita di andata, al Via del mare, finì addirittura 4-0 per i pugliesi con tutte le reti realizzate nel secondo tempo, nel giro di 14 minuti).

## Divise e sponsor

Il neoacquisto Gianfranco Matteoli con la prima divisa rossoblù della stagione

Il fornitore tecnico della stagione è Umbro, mentre lo sponsor ufficiale è F.O.S. Formaggi Ovini Sardi.
Dopo i mondiali italiani, dove l'Inghilterra tra l'altro giocò proprio a Cagliari, lo sponsor tecnico divenne l'inglese Umbro, che presentò un classico completo a quarti rossoblù pur con innovativo motivo a contrasto. Il secondo completo, di colore bianco, presentò degli inserti blu mentre scomparve il rosso.
| Casa | Trasferta |

## Rosa
| N. |                    | Ruolo | Calciatore            |
| -- | ------------------ | ----- | --------------------- |
|    | Italia (bandiera)  | P     | Mario Ielpo           |
|    | Italia (bandiera)  | P     | Nicola Dibitonto      |
|    | Italia (bandiera)  | D     | Gianluca Festa        |
|    | Uruguay (bandiera) | D     | José Oscar Herrera    |
|    | Italia (bandiera)  | D     | Carlo Cornacchia      |
|    | Italia (bandiera)  | D     | Mauro Valentini       |
|    | Italia (bandiera)  | D     | Aldo Firicano         |
|    | Italia (bandiera)  | D     | Massimiliano Rosa     |
|    | Italia (bandiera)  | C     | Ivo Pulga (capitano)  |
|    | Italia (bandiera)  | C     | Stefano Mobili        |
|    | Italia (bandiera)  | C     | Mauro Nardini         |
|    | Italia (bandiera)  | C     | Massimiliano Cappioli |

| N. |                    | Ruolo | Calciatore              |
| -- | ------------------ | ----- | ----------------------- |
|    | Italia (bandiera)  | C     | Pasquale Domenico Rocco |
|    | Italia (bandiera)  | C     | Gianfranco Matteoli     |
|    | Italia (bandiera)  | C     | Maurizio Coppola        |
|    | Italia (bandiera)  | C     | Nicola Ancis            |
|    | Italia (bandiera)  | C     | Luciano De Paola        |
|    | Italia (bandiera)  | C     | Alfonso Greco           |
|    | Uruguay (bandiera) | A     | Daniel Fonseca          |
|    | Uruguay (bandiera) | A     | Enzo Francescoli        |
|    | Italia (bandiera)  | A     | Raffaele Paolino        |
|    | Italia (bandiera)  | A     | Fabrizio Provitali      |
|    | Italia (bandiera)  | A     | Pierluigi Corellas      |
|    | Italia (bandiera)  | A     | Felice Falaguerra       |

## Risultati

### Serie A

#### Girone di andata
| Arbitro: | Amendolia (Messina) |

|  |           |                         |
|  | Marcatori | 58’, 65’, 75’ Klinsmann |

| Arbitro: | Nicchi (Arezzo) |

|                   |           |                                |
| Careca 45’ (rig.) | Marcatori | 34’ Rocco 69’ (aut.) Corradini |

| Arbitro: | Stafoggia (Pesaro) |

|                          |           |                 |
| Caniggia 5’ Bonacina 45’ | Marcatori | 40’ Francescoli |

| Cagliari 30 settembre 1990 4ª giornata | Cagliari                      | 0 – 0 referto | Cesena | Stadio Sant'Elia\| Arbitro: \| Quartuccio (Torre Annunziata) \| |
| Arbitro:                               | Quartuccio (Torre Annunziata) |               |        |                                                                 |

| Arbitro: | Ceccarini (Livorno) |

|                           |           |  |
| Van Basten 4’, 41’ (rig.) | Marcatori |  |

| Arbitro: | Cornieti (Forlì) |

|                 |           |                             |
| Fusi 30’ (aut.) | Marcatori | 54’ Bresciani 62’ F. Romano |

| Arbitro: | Dal Forno (Ivrea) |

|                  |           |  |
| Pulga 20’ (aut.) | Marcatori |  |

| Arbitro: | Luci (Firenze) |

|  |           |                  |
|  | Marcatori | 61’ (aut.) Festa |

| Arbitro: | Lanese (Messina) |

|             |           |             |
| Herrera 76’ | Marcatori | 13’ Lacatus |

| Arbitro: | Di Cola (Avezzano) |

|                   |           |  |
| Osio 50’ Grun 90’ | Marcatori |  |

| Cagliari 2 dicembre 1990 11ª giornata | Cagliari            | 0 – 0 referto | Sampdoria | Stadio Sant'Elia\| Arbitro: \| Coppetelli (Tivoli) \| |
| Arbitro:                              | Coppetelli (Tivoli) |               |           |                                                       |

| Arbitro: | Felicani (Bologna) |

|                         |           |  |
| R. Marino 7’ Virdis 90’ | Marcatori |  |

| Arbitro: | Cesari (Genova) |

|                              |           |                             |
| Di Canio 15’ G. Marocchi 20’ | Marcatori | 35’ Cornacchia 73’ Cappioli |

| Arbitro: | Frigerio (Milano) |

|                   |           |  |
| Braglia 9’ (aut.) | Marcatori |  |

| Roma 6 gennaio 1991 15ª giornata | Roma                      | 0 – 0 referto | Cagliari | Stadio Olimpico\| Arbitro: \| Merlino (Torre del Greco) \| |
| Arbitro:                         | Merlino (Torre del Greco) |               |          |                                                            |

| Cagliari 13 gennaio 1991 16ª giornata | Cagliari           | 0 – 0 referto | Bologna | Stadio Sant'Elia\| Arbitro: \| Sguizzato (Verona) \| |
| Arbitro:                              | Sguizzato (Verona) |               |         |                                                      |

| Arbitro: | Bazzoli (Merano) |

|                                                      |           |            |
| Terracenere 3’ João Paulo 52’ Maiellaro 75’ Soda 84’ | Marcatori | 2’ Fonseca |

#### Girone di ritorno
| Arbitro: | Luci (Firenze) |

|               |           |              |
| Klinsmann 44’ | Marcatori | 87’ Cappioli |

| Arbitro: | Ceccarini (Livorno) |

|                |           |          |
| Cornacchia 30’ | Marcatori | 68’ Zola |

| Arbitro: | Beschin (Legnago) |

|              |           |              |
| Matteoli 53’ | Marcatori | 23’ Caniggia |

| Arbitro: | D'Elia (Salerno) |

|                                                  |           |  |
| Ciocci 7’ (rig.), 63’ (rig.) Matteoli 83’ (aut.) | Marcatori |  |

| Arbitro: | Trentalange (Torino) |

|              |           |             |
| Matteoli 63’ | Marcatori | 29’ Maldini |

| Arbitro: | Boggi (Salerno) |

|              |           |                |
| Policano 49’ | Marcatori | 5’ Francescoli |

| Arbitro: | Pezzella (Frattamaggiore) |

|                            |           |           |
| Cornacchia 44’ Fonseca 80’ | Marcatori | 61’ Bosco |

| Arbitro: | Ceccarini (Livorno) |

|                 |           |             |
| Sosa 48’ (rig.) | Marcatori | 89’ Herrera |

| Arbitro: | Magni (Bergamo) |

|                                                |           |             |
| Festa 27’ (aut.) M. Orlando 50’ Nappi 84’, 90’ | Marcatori | 12’ Fonseca |

| Arbitro: | Longhi (Roma) |

|                         |           |          |
| Fonseca 20’ Herrera 90’ | Marcatori | 58’ Osio |

| Arbitro: | Nicchi (Arezzo) |

|                           |           |                  |
| Vialli 28’ R. Mancini 44’ | Marcatori | 72’, 88’ Fonseca |

| Arbitro: | D'Elia (Salerno) |

|                             |           |  |
| Herrera 31’ Francescoli 61’ | Marcatori |  |

| Cagliari 21 aprile 1991 30ª giornata | Cagliari         | 0 – 0 referto | Juventus | Stadio Sant'Elia\| Arbitro: \| Lanese (Messina) \| |
| Arbitro:                             | Lanese (Messina) |               |          |                                                    |

| Arbitro: | Amendolia (Messina) |

|                           |           |                               |
| Torrente 32’ Skuhravy 61’ | Marcatori | 7’ Cornacchia 37’ Francescoli |

| Cagliari 12 maggio 1991 32ª giornata | Cagliari        | 0 – 0 referto | Roma | Stadio Sant'Elia\| Arbitro: \| Magni (Bergamo) \| |
| Arbitro:                             | Magni (Bergamo) |               |      |                                                   |

| Arbitro: | Trentalange (Torino) |

|                     |           |                  |
| Firicano 78’ (aut.) | Marcatori | 33’, 73’ Fonseca |

| Arbitro: | Rosica (Roma) |

|            |           |             |
| Mobili 46’ | Marcatori | 38’ F. Lupo |

### Coppa Italia

#### Turni preliminari
| Arbitro: | Di Cola (Avezzano) |

|                                                                   |           |  |
| Pasculli 65’ (rig.) Alejnikov 69’ Firicano 72’ (aut.) Mazinho 79’ | Marcatori |  |

| Arbitro: | De Angelis (Civitavecchia) |

|  |           |            |
|  | Marcatori | 76’ Panero |